# ThreadSafe
ThreadSafe是一个源代码分析工具，用于识别与Java代码库中的并发相关联的应用风险和安全漏洞。 ThreadSafe被各大投资银行和其他企业所使用，以识别和避免运行在复杂的环境中的并发应用软件的故障。 这些是最隐蔽的软件缺陷，因为他们不能可靠地通过试验进行检测。

## 特点
ThreadSafe检测严重的Java并发缺陷，有助于提高代码并消除风险：
- 竞态条件 - 从而导致不正确或不可预知的行为，很难在调试器中重现。
- 死锁[7] - 由等待共享资源的线程之间的循环等待引起。
- 不可预知的结果 - 由于不正确处理并发集合，不当的错误处理，或混合对象同步。
- 性能瓶颈 - 由于不正确的API使用，多余的同步，以及使用不必要的共享可变状态引起。

ThreadSafe紧密集成Eclipse软件开发环境，和SonarQube软件质量管理平台。在开发环境中提供上下文信息，以帮助开发人员直接在代码中调查和解决并发问题。 有一个命令行版本提供给非Eclipse的集成开发环境用户和构建过程集成。

## 检查标准的遵守情况
ThreadSafe检测到违反甲骨文CERT安全编码标准的Java（页面存档备份，存于）。 中许多并发相关规则的情况。

## 共同销售的产品
ThreadSafe作为一个完全集成的插件包含于GrammaTech的CodeSonar程序分析工具套件。